# 450
Cette page concerne l'année 450  du calendrier julien. Pour l'année 450 av. J.-C., voir 450 av. J.-C. Pour le nombre 450, voir 450 (nombre).
L'année 450 est une année commune qui commence un dimanche.
À cette époque elle est connue dans l'empire romain comme l'année du consulat de Valentinien et d'Avenius (ou moins fréquemment : l'année 1203 AUC). La dénomination 450 pour cette année est utilisée en Occident depuis l'époque médiévale, quand l'ère calendaire Anno Domini devient la méthode prévalente de dénomination des années en Europe.

## Événements
- 26 janvier : tremblement de terre à Constantinople[1].
- Printemps : 
  - deuxième paix d’Anatole, traité négocié par Anatole et Nomus avec Attila[2]. Le roi hun renonce à ses exigences territoriales, promet de ne plus tracasser l’empereur avec ses demandes d’extraditions, libère le Goth Vigila, soupçonné d’avoir voulu l’assassiner, pour la somme de 50 livres d’or, et laisse partir sans rançon de nombreux prisonniers romains.
  - Honoria, sœur de l’empereur d’Occident Valentinien III, retenue à Constantinople, demande secrètement l’aide d’Attila et lui envoie sa bague. Attila accepte l’offre et réclame à Valentinien la Gaule comme dot. Honoria est rapatriée d’urgence à Rome où la cour s’est installée en 450, et après un mariage blanc, on la fait disparaître[2].
- 25 août : début du règne de Marcien, empereur byzantin (fin en 457). Il épouse Pulchérie la sœur de Théodose II son prédécesseur décédé des suites d'un accident de cheval le 28 juillet[3]. Marcien est un homme du parti « bleu » des sénateurs et aristocrates, qui ne veulent pas payer pour la paix. Le ministre « vert » de Théodose, Chrysaphius, est exécuté[1]. L’empereur arrête de payer le tribut payé aux Huns[4]. Attila, embourbé dans les affaires d’Occident, est impuissant.
- Automne : Attila lance un ultimatum par lequel il réclame à Valentinien III la main de sa sœur, Honoria, avec pour dot la moitié de l’empire d’Occident. L’empereur refuse. Attila se prépare alors à envahir la Gaule. Comme il a envoyé sa cavalerie hunnique pour aider les Arméniens révoltés contre les Perses, il mobilise contre la Gaule ses alliés, à majorité germaniques : Gépides, Ostrogoths, Skires, Suèves, Alamans, Hérules, Thuringes, ainsi que des Francs et des Burgondes[2].

- Révolte de l’Arménie contre les Sassanides (450-451)[5].
- Division des Francs mentionnée par Priscus : à la mort de leur roi, ses deux fils luttent pour le pouvoir. L’aîné (peut-être Childéric) demande la protection d’Attila, le plus jeune celle d’Aetius. Priscus rencontre ce dernier à Rome à l’automne 450. Selon Grégoire de Tours, Childéric aurait dû fuir en Thuringe, alors alliée aux Huns, pendant huit ans. Il serait rentré en Gaule vers 457. Il est peut-être le fils aîné de Mérovée, qui recherche l’alliance d’Attila à cause de la rébellion de son frère, et il combattra sans doute à la bataille de Mauriacum contre les Wisigoths[2].
- Famine en Italie qualifiée de « très obscène » ; des parents sont contraints de vendre leurs enfants comme esclaves pour acheter de quoi se nourrir[6].

## Naissances en 450
- Justin Ier, empereur byzantin (ou 452).

- Le Roi Arthur, d'après les chroniques de Touraine (voir Fleuriot)
- Zu Gengzhi (mort vers 520), mathématicien chinois.

## Décès en 450
- 28 juillet : Théodose II le Jeune, empereur byzantin, d'une chute de cheval.
- 27 novembre : Galla Placidia mère de l'empereur Valentinien III et fille de Théodose Ier[1].
- 2 décembre : Pierre Chrysologue.